# Кампофрио
Кампофрио (на испански: Campofrío) е населено място и община в Испания. Намира се в провинция Уелва, в състава на автономната област Андалусия. Общината влиза в състава на района (комарка) Куенка Минера. Заема площ от 48 km². Населението му е 773 души (по преброяване от 2010 г.). Разстоянието до административния център на провинцията е 84 km.

## Демография
| 1996 | 1998 | 1999 | 2000 | 2001 | 2002 | 2003 | 2004 | 2005 | 2006 |
| ---- | ---- | ---- | ---- | ---- | ---- | ---- | ---- | ---- | ---- |
| 871  | 866  | 861  | 844  | 832  | 834  | 845  | 832  | 810  |      |